# Mary Anne Talbot

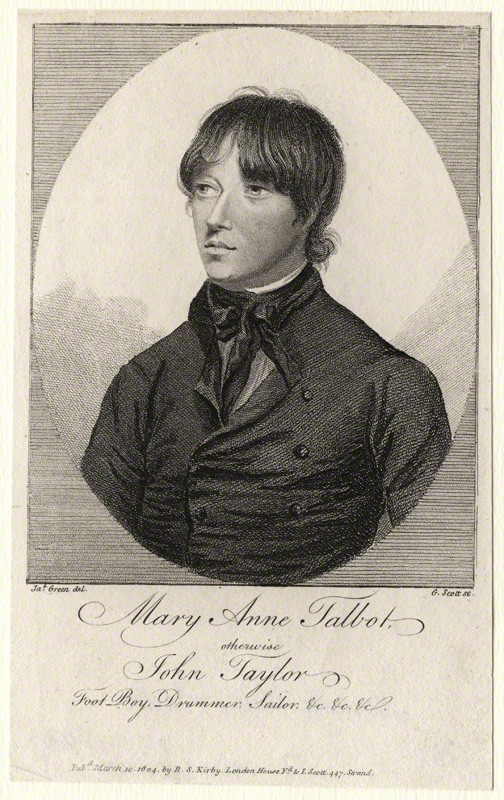
Mary Anne Talbot, Stich von 1804

Mary Anne Talbot (* 2. Februar 1778 in London; † 4. Februar 1808) war eine britische Matrosin und Soldatin, die als John Taylor in der Royal Navy und in der British Army diente. Ihre Geschichte wurde im 19. und 20. Jahrhundert wiederholt beschrieben; damit gilt sie neben Hannah Snell und Christian Davies als eine der bekanntesten Amazonen des 18. Jahrhunderts, die sich als Männer ausgaben, um als Matrose oder Soldat dienen zu können.

## Herkunft und Jugend
Mary Anne Talbot wurde als jüngstes von 16 Kindern geboren. Vermutlich war sie eine nichteheliche Tochter von William Talbot, 1. Earl Talbot. Ihre Mutter starb bei ihrer Geburt, ihr mutmaßlicher Vater, als sie vier Jahre alt war. Bis zu ihrem fünften Lebensjahr wuchs sie bei einer Amme in Worthen in Shropshire auf, anschließend besuchte sie bis zu ihrem 14. Lebensjahr ein von einer Mrs. Tapperly geführtes privates Internat in Chester. Die einzige Verwandte, die sie kannte, war eine ältere Schwester, eine Hon. Miss Dyer, die sie zunächst für ihre Mutter hielt. Miss Dyer starb im Kindbett, als Mary Anne neun Jahre alt war. Sie klärte Mary Anne noch vor ihrem Tod über ihre mutmaßliche Herkunft auf und hinterließ ihr ein stattliches Vermögen von 30.000 Pfund Sterling. Aus ihrem Vermögen hätte Mary Anne jährliche Einkünfte von 1500 Pfund haben können, doch der von ihrer Schwester ausgewählte Vormund, ein Herr Sucker, sicherte nicht ihre weitere Ausbildung, sondern übergab sie Essex Bowen, einem Hauptmann des 82nd Regiment of Foot. Dieser nahm sie mit nach London, wo er sie sexuell missbrauchte.

## Dienst als Soldat und als Matrose
Als Mary Anne schwanger wurde, gab Bowen sie als einen Jungen aus, nannte sie John Taylor und nahm sie als Kammerjungen mit nach Westindien, wohin das Regiment verlegt wurde. Während der Überfahrt auf der Crown unter Kapitän Bishop von Falmouth zur spanischen Kolonie San Domingo geriet das Schiff in einen Sturm. Taylor musste die Pumpen mitbedienen und lernte weitere Grundkenntnisse der Seefahrt. Im Juni 1792 erreichte die Crown Port-au-Prince. Dort erhielt Kapitän Bishop Befehl, die an Bord befindlichen Truppen nach Frankreich zu bringen, wo sie unter dem Duke of York im Ersten Koalitionskrieg eingesetzt werden sollten. Hauptmann Bowen drohte Taylor, sie in die Sklaverei zu verkaufen, wenn sie ihm nicht folgen würde. Daraufhin trat sie als Trommler in das Regiment des Duke of York ein und nahm an mehreren Gefechten in Flandern teil, ehe sie bei der Eroberung von Valenciennes in Nordostfrankreich verwundet wurde. Als Hauptmann Bowen starb, desertierte sie, damit ihr wahres Geschlecht nicht aufgedeckt wurde. In Matrosenkleidung reiste sie über Luxemburg an den Rhein, wobei sie im Freien und in Heuschobern übernachtete. Am 17. September 1793 heuerte sie auf einem französischen Schiff unter einem Kapitän Le Sage an, wobei ihr nicht bewusst war, dass sie auf einem Kaperschiff war. Dieses Schiff wurde vier Monate später von einem britischen Kriegsschiff aufgebracht. Als Gefangene kam Taylor an Bord der HMS Queen Charlotte, wo Admiral Howe sie als Pulverjunge dem Linienschiff HMS Brunswick zuteilte. Deren Kapitän John Harvey fiel Taylors unüblich gutes Benehmen auf, so dass er sie als Kabinenjunge in seinen Dienst nahm. Dazu musste sie als Kanonier dienen. Drei Monate später wurde Taylor in der Seeschlacht vom Glorreichen 1. Juni schwer verwundet, als eine Kartätsche ihren linken Knöchel zerschmetterte. Sie verbrachte vier Monate im Haslar Royal Naval Hospital in Gosport. Danach wurde sie Midshipman auf der Bombarde Vesuvius. Diese wurde jedoch vor der Normandie von zwei französischen Kaperschiffen aufgebracht. Als Gefangene blieb Taylor achtzehn Monate in Dunkerque. Nach ihrer Freilassung heuerte sie auf dem amerikanischen Schiff Ariel unter Kapitän John Field an, womit sie im August 1796 nach New York segelte. Im November kehrte sie mit der Ariel nach London zurück. Dort wurde sie in Wapping von einer Pressgang aufgegriffen. Um nicht wieder in die Royal Navy eintreten zu müssen, offenbarte sie ihr wahres Geschlecht, worauf sie entlassen wurde.

## Späteres Leben
In den nächsten Jahren lebte Talbot in Armut als Juweliergehilfin, als Theaterhelferin oder als Hausmädchen in London. Neben ihrer Armut litt sie weiterhin an den Folgen der Knöchelverletzung. Dennoch ging sie weiterhin in ihrer Matrosenkleidung in Seemannskneipen. Von der Admiralität beanspruchte sie eine Pension, die ihr schließlich auch gewährt wurde. Als ihre Geschichte bekannt wurde, erhielt sie von Königin Caroline, vom Duke of Norfolk und anderen Gönnern Geschenke. Schließlich lebte sie als Hausmädchen im Haus des Autors Robert S. Kirby in London. Kirby veröffentlichte 1804 erstmals ihre Biografie. Drei Jahre später zog sie wegen ihrer schlechten Gesundheit zu einem Freund nach Shropshire, wo sie wenige Wochen später starb.

## Authentizität
Die Authentizität von Talbots Schilderungen wurde immer wieder angezweifelt, insbesondere gibt es keine Unterlagen, die die Anwesenheit eines Matrosen mit Namen Taylor auf den Schiffen, auf denen sie gedient haben will, nachweisen.